# Noel Gay
Noel Gay, ursprungligen Reginald Moxton Armitage, född 15 juli 1898 i Wakefield i West Yorkshire, död 4 mars 1954 i London, var en brittisk kompositör och sångtextförfattare. Hans största succé var musikalen Me and My Girl med sången "Lambeth Walk" som största nummer. 
Nils Poppes Lorden från gränden är baserad på Me and My Girl.